# نظامی گنجوی
جمال‌الدین ابومحمّد الیاس بن یوسف بن زکی بن مؤیَّد (۵۳۵ هـ. ق
– ۶۰۷–۶۱۲ هـ. ق) متخلص به نظامی و نامور حکیم نظامی، شاعر و داستان‌سرای ایرانی فارسی‌گوی در سده ششم هجری (دوازدهم میلادی)، که به‌عنوان صاحب سبک و پیشوای داستان‌سرایی در ادبیات فارسی شناخته شده است. آرامگاه نظامی گنجوی، در حاشیه غربی شهر گنجه قرار دارد. نظامی در زمرهٔ گویندگان توانای شعر فارسی است، که نه‌تنها دارای روش و سبکی جداگانه است، بلکه تأثیر شیوهٔ او بر شعر فارسی نیز در شاعرانِ پس از او آشکارا پیداست. نظامی از دانش‌های رایج روزگار خویش (علوم ادبی، نجوم، فلسفه، علوم اسلامی، فقه، کلام و زبان عرب) آگاهی گسترده‌ای داشته و این ویژگی از شعر او به روشنی دانسته می‌شود. روز ۲۱ اسفند در تقویم رسمی ایران روز بزرگداشت نظامی گنجوی است.

## زندگی
از زندگانی نظامی اطلاعات دقیق در دست نیست و دربارهٔ سال تولد و وفات او نقل‌های تذکره‌نویسان مختلف است. آنچه مسلم در شهر گنجه می‌زیست و در همین شهر وفات یافت است. وی خیلی زود یتیم شد و از ابتدا توسط دایی مادرش بزرگ شد و تحت حمایت وی تحصیل نمود. مادر او از اشراف کرد بوده و این بر پایهٔ یک بیت از دیباچهٔ لیلی و مجنون («گر مادر من رئیسهٔ کرد…») دانسته شده است.
خودش نام و نسبش را در ابیاتش آورده، که بنابراین شعر، نام خودش الیاس و نام پدرش یوسف بن زکی بن مؤیَّد بوده است:
| در خط نظامی ار نهی گام    |  | بینی عدد هزار و یک نام  |
| والیاس که الف بری ز لامش  |  | هم با نود و نه است نامش |
| ز این‌گونه هزار و یک حصارم |  | با صد کم یک سلیح دارم   |
| گر شد پدرم به سنت جد      |  | یوسف، پسر زکی مؤید      |

دربارهٔ زادگاه پدری او اختلاف نظر است. برخی از منابع او را از اهالی تفرش یا فراهان و برخی او را از طبقهٔ دهقانان (ایرانیان) آران می‌دانند. در رابطه با پدر او، بهروز ثروتیان این بیت در لیلی و مجنون را شاهد می‌آورد («دهقان فصیح پارسی‌زاد - از حال عرب چنین کند یاد») و می‌نویسد: «دهقان فصیح پارسی‌زاد: نظامی گنجه‌ای/عرب:مجنون و پدر او/یادداشت- سرآغاز بندهای لیلی و مجنون همه به توضیحی کنایی آراسته است و شاعر به کنایه اشاره می‌کند که این بخش از خود اوست یا در داستان اصلی و به زبان عربی آمده است. بیت اول بند ۳۶ از اهمیت بسزایی از نظر تاریخ تحقیق در زندگی و آثار نظامی برخوردار است و آن این‌که شاعر شغل و موقعیت اجتماعی خود را که «دهقان» بوده است و همچنین نژاد او که خود را «پارسی‌زاده» می‌نامد، به تصریح بیان داشته و هیچ‌گونه تردیدی در صحت بیت و مطلب نیست و با تحقیق دربارهٔ دهقانان قرن ششم در آذربایجان و بررسی «پارسی» که آیا نظر او «ایرانی» است یا زبان «پارسی» یا هر دو، گوشه‌ای از حیات و موقعیت اجتماعی شاعر آشکار می‌گردد."
پدر نظامی (یوسف) به تصریح خود او در «لیلی و مجنون»، پارسی بوده است، چنان‌که گوید:
دهقان فصیح پارسی‌زاد /از حال عرب چنین کند یاد. دهقان به معنی یک ایرانی اصیل و مالک زمین‌های کشاورزی‌ست، چنان‌که فردوسی گوید:
از ایشان هر آن کس که دهگان بُدند/ ز تخم و نژاد بزرگان بُدند. این تعبیر دهگان، بعدها از باب اطلاق جزء به کلّ به همهٔ ایرانیان اطلاق شده است؛ در عین حال، واژهٔ دهقان به معنی «تاریخ‌نگار» هم به کار رفته است، چنان‌که تعبیر نظامی که دهقان را به صفت «فصیح» متصف می‌کند، به همین معنی اخیر است و باز در همین معنی فردوسی هم گفته است: ز دهقان کنون بشنو این داستان/ که برخواند از گفتهٔ باستان. یا:
سراینده دهقان موبدنژاد/ از این داستانم چنین کرد یاد. پس نظامی که خود را «دهقان فصیح پارسی‌زاد»، معرفی می‌کند، باید هم ایرانی نژاده و اصیل، هم تاریخ‌دان و سخنور و هم صاحب زمین‌های کشاورزی باشد. نقش دهگانان در حفاظت از فرهنگ و تاریخ ایران در عصر اسلامی و نیز در گردآوری خراج و ایصال آن به دولت مرکزی، نیز قابل ذکر است. خلاصه آن‌که خاندان نظامی در گنجه یک خاندان دهگان با آگاهی فرهنگی و تمکّن مادی بوده‌اند. یکی از قرائن این سوابق خانوادگی، آشنایی تاریخی ما با پدر نظامی «مؤید مطرزی» و عمو یا برادر یا عموزاده‌اش به نام قوامی مطرزی از پارسی‌گویان قصیده و غزل سرای آذربایجان است".
وحید دستگردی می‌نویسد: «برای اثبات این مطلب که آیا زادبوم نظامی همان شهر گنجه است یا آن‌که در عراق عجم متولد و در زمان کودکی با پدر به گنجه رفته، دلیلی در اشعارش نیست، ولی تقریباً تمام تذکره نویسان می‌نگارند که در گنجه متولد شده است، اما عراقی الاصل بودن وی مسلم است. بدین دلیل که در همه جا عراق را ستایش و همواره به دیدار عراق و مسافرت بدین صوب اظهار شوق کرده است و از آن جمله است (مخزن الاسرار ص ۱۷۹):
| گنجه گره کرده گریبان من    |  | بیگرهی گنج عراق آن من      |
| بانگ برآورده جهان کای غلام |  | گنجه کدام است، نظامی کدام؟ |

(خسرو و شیرین ص ۳۶۱):
| عراقی وار بانگ از چرخ بگذاشت |  | به آهنگ عراق این بانگ برداشت |

شرَفنامه (ص ۵۳)
| عراق دل‌افروز باد ارجمند |  | که آوازهٔ فضل از او شد بلند |

از اشاره‌های موجود در خسرو و شیرین دانسته می‌شود که نخستین همسر او، کنیزکی که دارای دربند به عنوان هدیه برایش فرستاده بود، زمانی که نظامی سرودن خسرو و شیرین را به پایان رساند و پسرشان محمد هفت سال بیشتر نداشت، از دنیا رفته بوده است. هرچند برخی از محققان مانند وحید دستگردی با استناد یک بیت، نام این کنیزک را آفاق دانستند، اما سعید نفیسی می‌گوید: «مرحوم وحید دستگردی ازین بیت که گوید:
| سبک رو چون بت قبچاق من بود |  | گمان افتاد خود آفاق من بود |

استنباط عجیبی کرده و نام این کنیزک و همسر نظامی را «آفاق» دانسته است و متوجه نبوده است که مراد وی از «گمان افتاد خود آفاق من بود» این نیست که نامش آفاق بوده بلکه مقصود اینست که چنین باو دل بسته بوده است که او را همه چیز خود می‌دانسته و در نزد او جانشین همهٔ آفاق و در برابر همهٔ آفاق بوده است. البته در زمان ما معمول شده است که نام زنان را «آفاق» بگذارند اما در زمان نظامی این کلمه در نام زنان معمول نبوده و نظیر آن در جای دیگر نشده است و بسیار بعید می‌نماید که نام این همسر آفاق بوده باشد»
از این اشعار آشکار می‌گردد که گذشته از کنیز و همسری که هنگام نظم خسرو و شیرین از دست داده است، همسر دیگری از دست داده که هنگام لیلی و مجنون زنده نبوده و همسر سومی از دست او رفته که هم کنیز بوده و چنان‌که که خود گوید جز وی مرد دیگری ندیده یعنی باکره بوده است و هنگام نظم اقبال نامه زنده نبوده است. به نظر می‌رسد که از این دو همسر دیگر فرزندی نداشته است. در لابلای شعرهای نظامی اشاره‌هایی به دو همسر بعدی او نیز دیده می‌شود که هر دو در زمان حیات شاعر درگذشته‌اند.

### درگذشت و آرامگاه

آرامگاه نظامی در گنجه

نظامی همه عمر خود را در گنجه در زهد و عزلت به‌سر برد و تنها در سال ۵۸۱ سفری کوتاه به دعوت سلطان قزل ارسلان (درگذشتهٔ ۵۸۷) به سی فرسنگی گنجه رفت و از آن پادشاه عزت و حرمت دید. نظامی هرچند شاعری مدح‌پیشه نبوده، با تعدادی از فرمانروایان معاصر مربوط بوده است، از جمله: فخرالدین بهرامشاه پادشاه ارزنگان از دست‌نشاندگان قزل ارسلان سلطان سلجوقی روم که کتاب مخزن الاسرار را به نام او کرده است، اتابک شمس‌الدین محمد جهان پهلوان که منظومه خسرو و شیرین به او تقدیم شده است، طغرل بن ارسلان سلجوقی و قزل ارسلان بن ایلدگز که در همین منظومه از ایشان نام برده است، ابوالمظفر اخستان بن منوچهر شروانشاه که لیلی و مجنون را به نام او کرده است.
نظامی در فاصلهٔ سال‌های ۶۰۲ تا ۶۱۲ در گنجه درگذشت و آرامگاهی به او در همان شهر منسوب است. در دهه نود خورشیدی، پس از تصمیم دولت آذربایجان اشعار گنجوی در آرامگاه او که همگی به زبان فارسی هستند، پاک و تخریب شدند.

## سروده‌ها

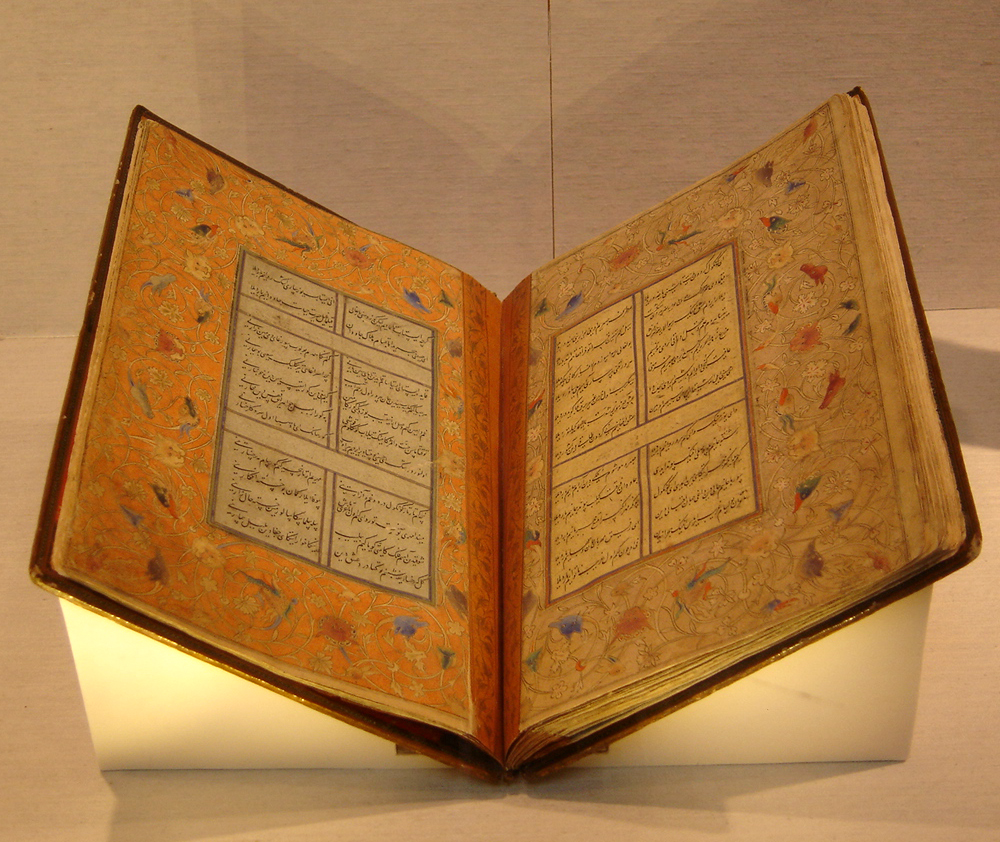
خمسهٔ نظامی، به قلم سال ۱۵۲۴ در هرات، واقع در موزه هنرهای متروپولیتن نیویورک

اثر معروف و شاهکار بی‌مانند نظامی، خمسه یا پنج گنج است که در قلمرو داستان‌های غنایی امتیاز بسیار دارد و او را باید پیشوای این‌گونه شعر در ادب فارسی دانست. شاعر بر روی هم رفته
سی سال از زندگانی خود را بر سر نظم و تدوین آن‌ها گذاشته است. خمسه یا پنج گنج نظامی شامل پنج مثنوی است:

### مخزن الاسرار
از نمونه‌های بارز ادبیات تعلیمی در زبان پارسی است. در بحر سریع، در حدود ۲۲۶۰ بیت مشتمل بر ۲۰ مقاله در اخلاق و مواعظ و حکمت. در حدود سال ۵۷۰ هجری و در آستانه چهل سالگی شاعر به اتمام رسیده است و از آن است این ابیات:
| هر که تو بینی ز سپید و سیاه |  | بر سرکاری است درین کارگاه |
| جغد که شوم است به افسانه در |  | بلبل گنج است به ویرانه در |
| هر که درین پرده نشانیش هست  |  | درخور تن قیمت جانیش هست   |

### خسرو و شیرین

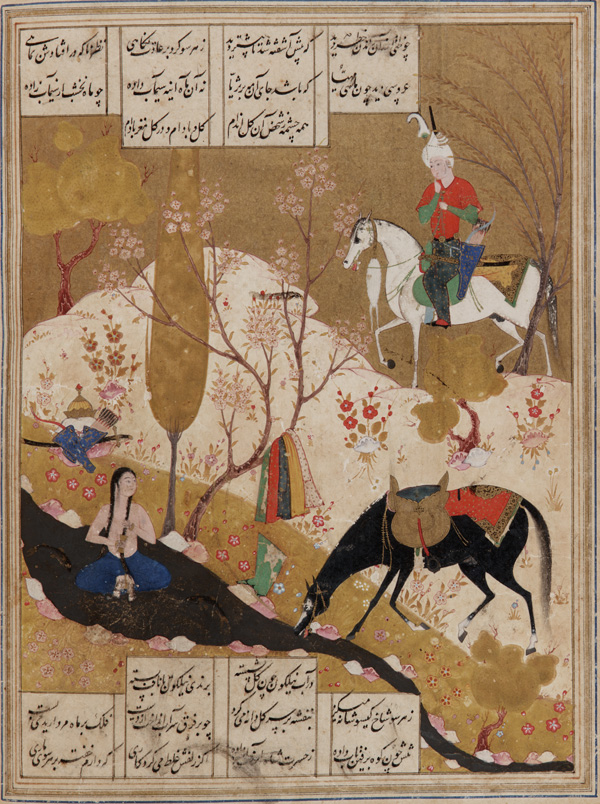
خسرو برای بار اول شیرین را در چشمه‌ای مشغول شنا می‌بیند. صحنه‌ای مشهور در ادبیات فارسی

در بحر هزج مسدس مقصور و محذوف، در ۶۵۰۰ بیت، که به سال ۵۷۶ ه‍.ق نظمش پایان گرفته است. ابیات زیر در توصیف آب‌تنی شیرین از آنجاست:
| چو قصد چشمه کرد آن چشمهٔ نور |  | فلک را آب در چشم آمد از دور |
| سهیل از شعر شکرگون برآورد   |  | نفیر از شعری گردون برآورد   |
| پرندی آسمان‌گون بر میان زد   |  | شد اندر آب و آتش در جهان زد |

### لیلی و مجنون

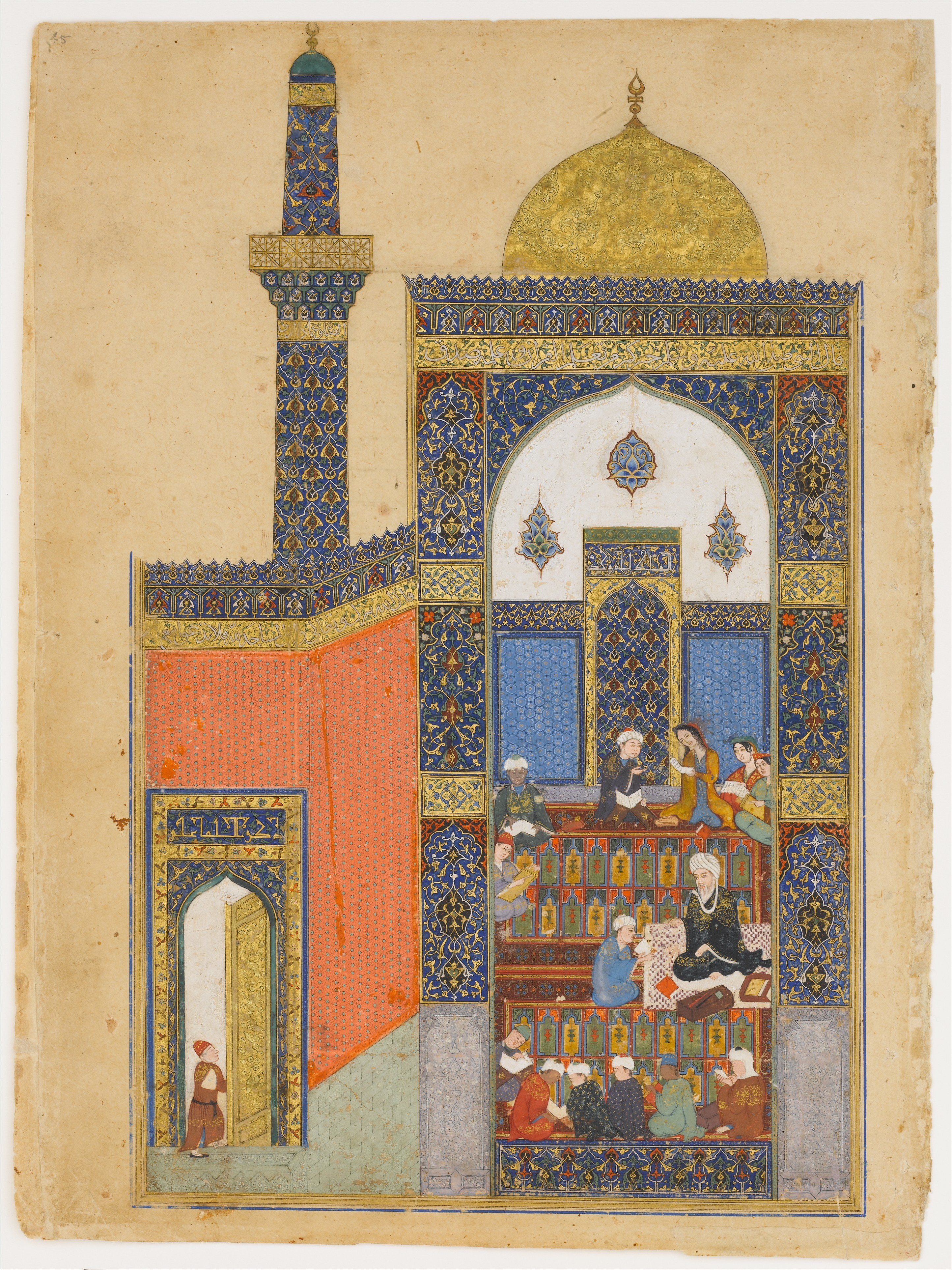
لیلی و مجنون در مکتبخانه. نگارگری نسخه‌ای از روایت نظامی در دوره تیموری

اگرچه نام لیلی و مجنون پیش از نظامی گنجوی نیز در اشعار و ادبیات پارسی به چشم می‌خورد، ولی نظامی برای نخستین بار، آن را به شکل منظومه‌ای واحد به این زبان در ۴۷۰۰ بیت به درخواست پادشاه شروان به نظم کشید. نظامی خود از بابت این سفارش ناراضی و بی‌میل بوده است و کار را در چهار ماه به پایان برده است.
وزن این مثنوی جدید بوده و پس از نظامی شعرای زیادی در این وزن داستان‌های عاشقانه سروده‌اند. همچنین ده‌ها شاعر در ایران، هند و ترکستان منظومه‌هایی را به استقبال از لیلی و مجنون نظیره پردازی کرده و شعرای دیگری نیز به داستان نظامی شاخ و برگ بیشتری افزوده یا آن را تغییر داده‌اند.
در بحر هزج مسدس اخرب مقبوض مقصور و محذوف، نظم این مثنوی به سال ۵۸۸ هجری به پایان رسیده است و از آنجاست:
| مجنون چو حدیث عشق بشنید  |  | اول بگریست، پس بخندید    |
| از جای چو مار حلقه برجست |  | در حلقهٔ زلف کعبه زد دست  |
| می‌گفت گرفته حلقه در بر   |  | کامروز منم چو حلقه بر در |

### هفت پیکر
(که آن را بهرام‌نامه و هفت گنبد نیز خوانده‌اند)، در بحر خفیف مسدس مخبون مقصور و محذوف، در ۵۱۳۶ بیت، در سرگذشت افسانه‌ای بهرام گور. از آن منظومه است در وصف ایران:

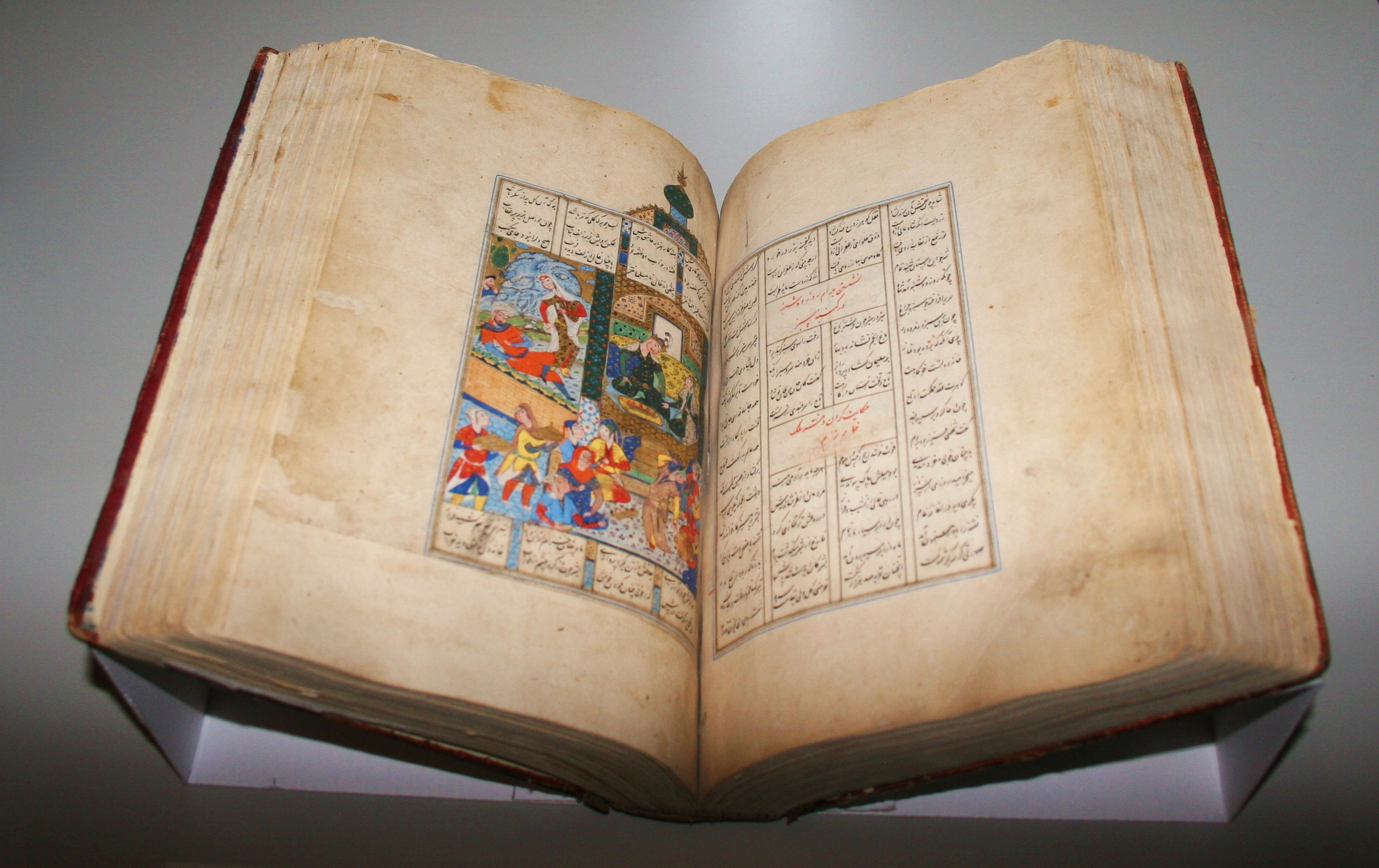
یک نسخه نایاب از منظومه هفت‌پیکرنظامی، متعلق به موزه پرگامون، آلمان.

| همه عالم تن است و ایران دل    |  | نیست گوینده زین قیاس خجل    |
| چونکه ایران دل زمین باشد      |  | دل ز تن به بود یقین باشد    |
| مینگیز فتنه میفروز کین        |  | خرابی میاور در ایران زمین   |
| تو را ملکی آسوده بی داغ و رنج |  | مکن ناسپاسی در آن مال و گنج |

### اسکندرنامه
در بحر متقارب مثمن مقصور و محذوف، در ۱۰۵۰۰ بیت، مشتمل بر دو بخش شرفنامه و اقبالنامه که در حوالی سال ۶۰۰ به اتمام رسیده است؛ و از آنجاست این ابیات در مرگ دارا:
| سکندر چو دانست کآن ابلهان    |  | دلیرند بر خون شاهنشهان      |
| پشیمان شد از کرده پیمان خویش |  | که برخاستش عصمت از جان خویش |
| چو در موکب قلب دارا رسید     |  | ز موکب روان هیچ‌کس را ندید   |
| تن مرزبان دید در خاک و خون   |  | کلاه کیانی شده سرنگون       |

### دیوان قصاید و غزلیات
دفتر هفتم خمسه یا گنجینه گنجوی:
دیوان اشعار او مشتمل بر قصاید، غزلیات، قطعات و رباعیات است. نمونه غزل:
| عاشق شده‌ام بر تو تدبیر چه فرمایی        |  | از راه صلاح آیم یا از ره رسوایی؟     |
| تا جان و دلم باشد من جان و دلت جویم     |  | یا من به کنار افتم یا تو به کنار آیی |
| در دوستیت شهری گشتند مرا دشمن           |  | بر من که کند رحمت؟ گر هم تو نبخشایی  |
| زین سان که منم بی تو دور از تو مبادا کس |  | نه دسترسی بر تو نه بی تو شکیبایی     |

نمونه قصیده:
| فرق‌ها باشد میان آدمی تا آدمی            |  | کز یک آهن نعل سازند از یکی دیگر سنان  |
| اصل هندو در سیاهی یک شب نسب دارد ولیک   |  | هندویی را دزد یابی، هندویی را پاسبان  |
| از تجمل هیچ ناید، زر فدی کن زر فدی      |  | تا همه ساله چو زر هم پیر باشی هم جوان |
| با حسین و آدم آخر آب و نان دانی چه کرد؟ |  | خاک هر پایی مشو از بهر مشتی آب و نان  |

## متن‌شناسی و تصحیحات برجسته
نخستین کسی که سعی وافری در ارائهٔ مجموعه‌ای منسجم و مصحح از آثار نظامی کرد، وحید دستگردی بود که حاصل کارش بین ۱۳۱۳ تا ۱۳۱۷ خورشیدی منتشر شد. پس از وی چاپ‌های دیگری نیز انتشار یافت که از جملهٔ آنها مجموعهٔ شش جلدی با تصحیح و توضیح بهروز ثروتیان است که از سال ۱۳۶۳ تا ۱۳۷۹ توسط انتشارات توس به چاپ رسیده است، و دوباره در سال ۱۳۸۶ با تصحیح و شرح مجدد توسط انتشارات امیرکبیر منتشر شده است. برات زنجانی نیز خمسهٔ نظامی را به همراه دیوان قصائد و غزلیات تصحیح کرده که توسط انتشارات دانشگاه تهران منتشر شده است. خمسهٔ نظامی گنجه‌ای در فهرست میراث مستند برنامهٔ حافظهٔ جهانی یونسکو از سوی ایران ثبت گردیده است. تصحیح دیگری نیز توسط تقی پورنامداریان و مصطفی موسوی در دست تهیه است.

## سبک‌شناسی

### زبان شعر و سبک سخن‌سرایی نظامی

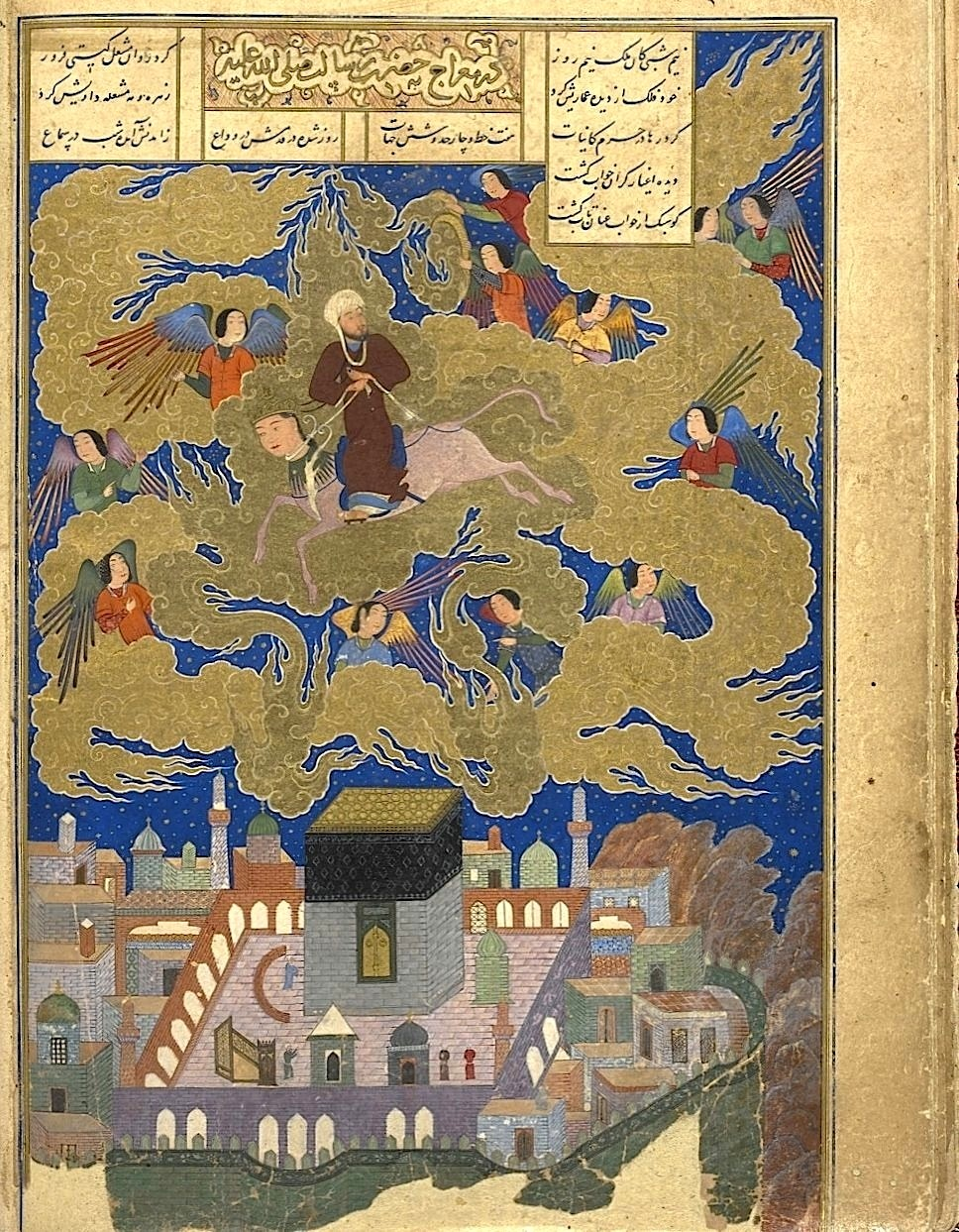
نسخهٔ خطی از خمسهٔ نظامی، اثر هنرمند ایرانی کمال‌الدین بهزاد، مربوط به ۱۴۹۴ میلادی، که ماجرای معراج پیامبر اسلام را بازگو می‌کند.

نظامی از شاعرانی است که باید او را در شمار ارکان شعر فارسی و از استادان مسلم این زبان دانست. وی از آن سخنگویانی است که مانند فردوسی و سعدی توانست به ایجاد و تکمیل سبک و روشی خاص دست یابد.
وی در انتخاب الفاظ و کلمات مناسب و ایجاد ترکیبات خاص تازه و ابداع معانی و مضامین نو و دلپسند و تصویر جزئیات با نیروی تخیل و دقت در وصف مناظر و توصیف طبیعت و اشخاص و به کار بردن تشبیهات و استعارات مطبوع و نو، در شمار کسانی است که بعد از خود نظیری نیافته است.
ضمناً بنا بر عادت اهل زمان از آوردن اصطلاحات علمی، واژگان و ترکیبات عربی وافر و بسیاری از اصول و مبانی حکمت و عرفان و علوم عقلی به هیچ روی ابا نکرده و به همین سبب و با توجه به دقت فراوانی که درآوردن مضامین و گنجانیدن خیالات باریک در اشعار خود داشت، سخن او گاه بسیار دشوار و پیچیده شده است. با این حال مهارت او در ایراد معانی مطبوع و قدرت او در تنظیم و ترتیب منظومه‌ها و داستان‌های خود باعث شد که آثار او به‌زودی مورد تقلید قرار گیرد.
نظامی گرچه شاعری داستان‌سراست و بیشتر به داستان‌های عاشقانه یا به قول خود وی به «هوسنامه» ها پرداخته است، ولی او شاعری است حکیم و اندیشه‌ور، آشنا با فرهنگ و تاریخ ایران، که در پس قصه‌ها و هوسنامه‌هایش نکاتی عمیق نهفته است، و به همین سبب است که او چند بار از خوانندگان مثنوی‌هایش خواسته است تا رازها و رمزهای موجود در شعر او را نیز کشف کنند، از جمله در این دو بیت در هفت پیکر:
| هر چه در نظم او ز نیک و بد است |  | همه رمز و اشارت خرد است |
| هر یک افسانه‌ای جداگانه         |  | خانهٔ گنج شد نه افسانه   |

اشعار نظامی گنجوی با سرچشمه فرهنگ ایرانی او، ایران پیشااسلامی و پسااسلامی را وحدت می‌بخشد.

### شعر غنایی
داستان‌سرایی در زبان فارسی به وسیله نظامی شروع نشده لیکن تنها شاعری که تا پایان سده ششم توانسته است ادبیات غنایی را به حد اعلای تکامل برساند نظامی است. کامران تلطف و جری کلینتون در کتابی با عنوان «شعر نظامی» (چاپ ۲۰۰۰ میلادی)، جایگاه ادبی او را «میان فردوسی و مولوی» ارزیابی می‌کنند.

### گرایش‌های عرفانی

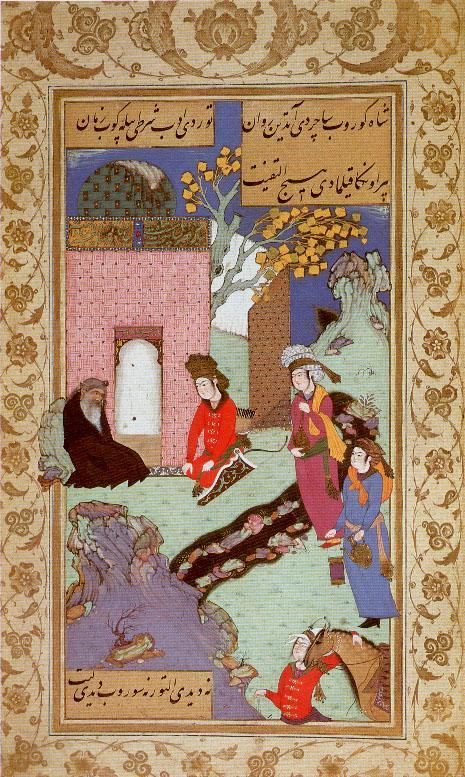
مَخزَن‌الاَسرار

برخی از غزلیات نظامی درونمایه فلسفی و کلامی دارد. نظامی مفاهیم فلسفی و کلامی را معمولاً بی توسل به اصطلاحات فنی آن به‌کار برده است و اندیشه‌هایی چون اغتنام فرصت و دم غنیمتی، زود گذر بودن عمر، بی‌اعتباری جهان و گذرا بودن آن اشاره می‌کند.

## نظامی و پیشینیان

### نظامی و فردوسی
پاره‌ای از داستان‌های نظامی در شاهنامه نیز آمده است، ولی نظامی از لحاظ سبک و سخنوری از فخرالدین اسعد گرگانی نیز بهره برده است.
او در کتاب‌های خسرو و شیرین و لیلی و مجنون و اسکندرنامه و هفت پیکر از فردوسی و شاهنامه نام می‌آورد. برای نمونه در اسکندرنامه، فردوسی را سخنگوی پیشینه دانای توس می‌خواند.
| از ان خسروی می که در جام اوست |  | شرف نامهٔ خسروان نام اوست  |
| سخنگوی پیشینه دانای توس       |  | که آراست روی سخن چون عروس |

همچنین برخی از ابیات نظامی با شاهنامه تطبیق دارد:
فردوسی:
| چنان دان که شاهی و پیغمبری |  | دو گوهر بود در یک انگشتری |

نظامی:
| نزد خرد شاهی و پیغمبری |  | چو دو نگین است در انگشتری |

فردوسی:
| جهان را بلندی و پستی تویی |  | ندانم چه‌ای هر چه هستی تویی |

نظامی:
| همه نیستند آنچه هستی تویی |  | پناه بلندی و پستی تویی |

### نظامی و فخرالدین اسعد گرگانی
نظامی هر چند نمونه عالی کار فخرالدین اسعد گرگانی در ویس و رامین را پیش روی داشته، با زیرکی و جوهرشناسی خاص خود داستان‌هایی را برای منظوم کردن پیش کشیده که بیشتر مقبول طبع ایرانیان مسلمان واقع شده است.

## نظامی و معاصران

### نظامی و خاقانی
از معاصران خود با خاقانی دوستی داشت، و چون خاقانی درگذشت، نظامی در رثایش چنین سرود:
| به دل بودم که خاقانی دریغا گوی من گردد |  | دریغا زانکه من گشتم دریغاگوی خاقانی |

## سانسور آثار نظامی
در دوران حکومت جمهوری اسلامی در ایران، از روی سیاست‌های حکومت در ممیزی متون کلاسیک، آثار نظامی به ویژه منظومه خسرو و شیرین بارها سانسور و برخی از ابیات آن در چاپ‌های مختلف حذف شده‌اند. برخی اظهار نظرهای نویسندگان، شاعران و مترجمان سرشناس در اینباره:
محمدعلی اسلامی ندوشن: ممیزی آثار کلاسیک و ترجمه‌ها درست نیست؛ زیرا آثاری است که دیگران ایجاد کرده‌اند و ما حق نداریم در آن‌ها دست ببریم. اگر ممیزی در مملکت ما وجود دارد باید حدود کار ممیزی مشخص باشد، راجع جزییات نظری نیست. اما دست بردن در متون کلاسیک صلاحیت می‌خواهد.
پرویز خائف: نظامی محرم‌ترین و محترم‌ترین زبان را در صحنه‌های مختلف دارد. کلمات او به صورتی است که ممیزی فکری و روحی و ایمانی کرده است. کلمه‌ای در خسرو و شیرین نمی‌توان یافت که خلاف حریم باشد، تشبیهات و تصاویرش را در پرده‌هایی می‌گیرد که عیان نباشد. حرفی که دربارهٔ خسرو و شیرین زده شده است، بسیار نابجا و ناحق است زیرا شرح حال نظامی را نخوانده‌اند.

## ساقی‌نامه‌های نظامی

برگی از خمسه

برخی پژوهشگران، نظامی گنجوی را پایه‌گذار ساقی‌نامه می‌دانند. بعدها شاعران دیگر مانند حافظ نیز راه نظامی را ادامه دادند و ساقی‌نامه را به سبکی در ادبیات فارسی تبدیل کردند.
نظامی در آغاز داستان‌های اسکندرنامه، به قصد براعت استهلال دو بیت ساقی‌نامه آورده است. دو بیت ساقی‌نامه، چکیدهٔ داستانی است که بعد از آن می‌آید.

## تأثیر نظامی بر شعر دوره‌های بعد

### مقلدان خمسهٔ نظامی
بخش بزرگی از ادبیات منظوم فارسی، تقلید از آثار نظامی است. نظامی به دلیل سبک سخن سرایی و زبان شعر مخصوص به خودش، مورد تقلید بسیاری از شاعران قرار گرفته است.

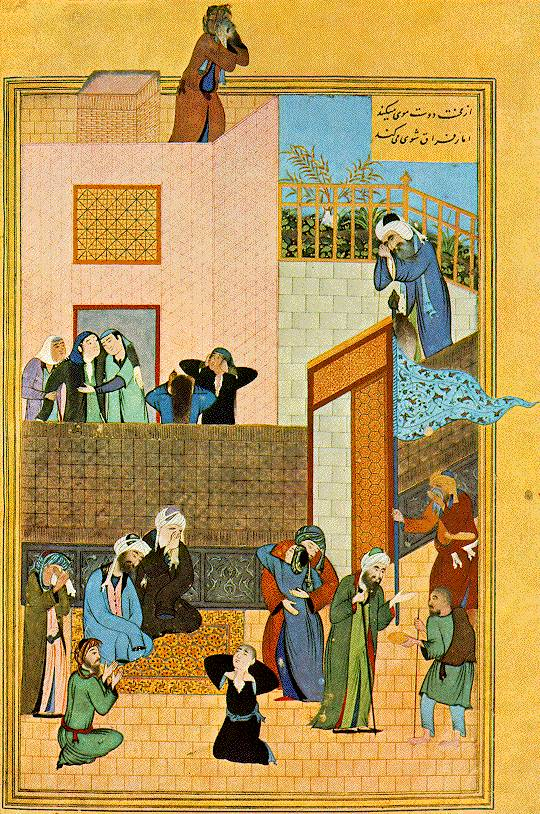
تشییع جنازه مجنون

لیلی و مجنون نظامی، سرآغازی شد برای مثنوی‌های بیشماری که در دوره بسیار طولانی به تقلید از آن پرداختند. این سروده‌های تقلیدی تقریباً در تمامی زبان‌هایی که خود را تحت نفوذ فرهنگی زبان و ادبیات فارسی می‌دانستند (مانند فارسی، کردی و پشتو) سروده شدند؛ ولی تنها تعداد کمی از این سروده‌ها ماندگار شدند.
نخستین مقلد بزرگ منظومه لیلی و مجنون نظامی در زبان فارسی، امیرخسرو دهلوی است. بعدها نورالدین عبدالرحمن جامی نیز در هفت پیکر خود منظومه لیلی و مجنون را بازآفرینی کرده است. در دوره تیموری و دوره صفوی چندین شاعر در ایران و هند، از جمله هاتفی خرجردی، میرزا محمدقاسم گنابادی و هلالی جغتایی لیلی و مجنون را بازآفرینی کردند و این روند تا دوره قاجار نیز ادامه یافته است. علاوه بر این سلمان ساوجی نیز از شعرایی است که سخت تحت تأثیر لیلی و مجنون نظامی بوده است و این تأثیر در فراق‌نامه او مشهود است. سهیلی جغتایی نیز منظومه‌ای با عنوان لیلی و مجنون و به پیروی از نظامی سروده است. تازه‌ترین منظومه‌های لیلی و مجنون از نامی اصفهانی و سرانجام حسن اهتمام (۱۳۳۵ خورشیدی) است. در مجموع به گفته حسن ذوالفقاری، ۸۶ نظیره‌پرداز به استقبال لیلی و مجنون نظامی رفته‌اند.
روایت امیرخسرو دهلوی، جنبه عشق زمینی بیشتری داشته و مجنون و لیلی دست‌کم برای یک شب به مراد دل می‌رسند. در این روایت اشتیاق لیلی بیش از مجنون است. برخلاف روایت نظامی، در روایت دهلوی خبری از ازدواج لیلی نیست؛ ولی در عوض مجنون با خدیجه، دختر رئیس قبیله ازدواج می‌کند؛ ولی طاقت نمی‌آورد و باز سر به بیابان می‌گذارد. به گفته محمدجعفر محجوب، علاوه بر فضل تقدم، روایت نظامی بر روایت امیرخسرو دهلوی برتری انکارناپذیری دارد.
روایت جامی با این هردو متفاوت است. به گفته او مجنون که جوانی عیاش است عاشق لیلی می‌شود، ولی به کام نمی‌رسد. در روایت جامی، مجنون پیش از لیلی می‌میرد. بخش اضافه روایت جامی آن است که مجنون در سلک گدایانی در می‌آید که لیلی به آنان نذری می‌دهد. در این میان لیلی کاسه او را می‌شکند و مجنون از این اتفاق سرمست می‌شود.
| اگر با من نبودش هیچ میلی |  | چرا ظرف مرا بشکست لیلی؟ |

مجنونی که در روایت ملاعبدالله هاتفی جامی (خواهرزاده نورالدین عبدالرحمان جامی) به تصویر کشیده می‌شود، فردی بهانه‌جو و زیبایی طلب است که از خردسالی جز در آغوش زیبارویان آرام نمی‌گرفته است.
علاوه بر منظومه‌هایی که به نقل روایت لیلی و مجنون پرداخته‌اند، شعرای دیگر فارسی‌زبان با شیوه دیگری به این داستان اشاره کرده‌اند. برخی از آنان مضامین گفته شده در روایت‌های قبلی را در اشعار خود به کار برده‌اند و برخی دیگر بدون روایت کامل داستان، مضامین نوی بر داستان افزوده‌اند یا حوادث فرعی داستان را به ابتکار خود تغییر داده و به گونه متفاوتی بیان کرده‌اند و به ذکر حوادثی پرداخته‌اند که در هیچ‌یک از روایات قبلی داستان گفته نشده است. برای نمونه عطار نیشابوری از شعرایی است که اگرچه روایت کاملی از عشق لیلی و مجنون را به نظم نیاورده، ولی حکایات و مضامین فراوانی بر آن افزوده است. برخی از این حکایات حتی با اصل داستان نظامی نیز در تناقض است. برای نمونه عطار، مولوی و وحشی بافقی همگی از روی نازیبای لیلی خبر می‌دهند.

### شهرت نظامی در سطح جهانی
نظامی به دلیل اینکه تمامی نوشته‌هایش به زبان فارسی است در ایران و افغانستان و تاجیکستان که زبان رسمی آنها فارسی است شهرت بسیار زیادی دارد به‌ویژه در ایران کارهای او بسیار شناخته شده است همچنین در آذربایجان به دلیل اینکه زادگاه و مدفن او هست شاعر محبوبی است اما در سایر مناطق جهان هم مخصوصاً شبه قاره هند شناخته شده است.
1. تأثیر اشعار نظامی گنجوی در شبه قاره هند

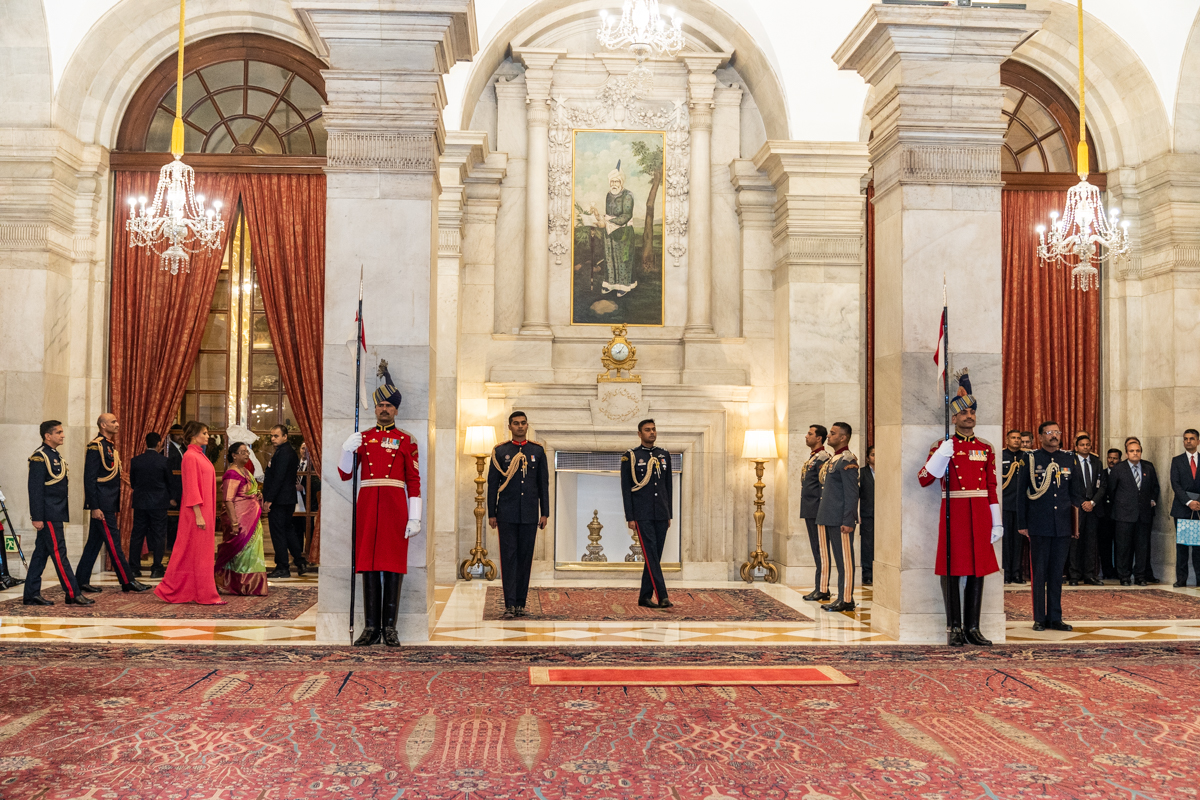
تابلو بزرگی از نظامی بر دیوار کاخ ریاست جمهوری هند

در زبان اردو نیز، آنچه به تقلید از لیلی و مجنون سروده شده، همگی تأثیر گرفته از زبان فارسی و روایت‌های فارسی لیلی و مجنون نظامی بوده است.
در شبه قاره هند اشعار نظامی محبوبیت زیادی داشت شاید شهرت او در بین فارس زبانان و اردو زبانان شبه قاره هند بیشتر به امیر خسرو دهلی برگردد. زبان و ادبیات پارسی تأثیر بسیار شگرفی بر تمام شبه قاره هند داشته است.
امیر خسرو دهلوی خمسه‌اش از خمسه‌های تمام مقلدان نظامی نسبتاً بهتر و برتر است، و او در اشعارش نظامی را به‌عنوان استادی مسلط به فن ستوده است:
- نظامی که‌استاد این فن وی است * در این بزمگه شمع روشن وی است
- ز ویرانه گنجه شد گنج‌سپنج رسانید گنجِ سخن را به پنج
- چو خسرو به آن پنج هم‌پنجه شد وز آن بازوی فکرتش رنجه شد…

مطابق نوشته کتاب سنگ نوشته‌های پارسی بر بناهای فاخر هند (نقش پارسی بر احجار هند) در سالن اشوکا مهم‌ترین سالن کاخ ریاست جمهوری فعلی هند یا راشتراپاتی بهاوان دهلی اشعار زیبای فارسی نوشته شده و با نقاشی‌هایی از ایران یا پرشیا مزین شده است از جمله صحنه شکارگاه فتحعلی شاه قاجار و اشعاری از حافظ و خیام و نظامی گنجوی بر سقف و بخشهایی از سالن ترسیم شده است. یک تصویر بزرگ با رنگ و روغن از نظامی گنجوی و یک تصویر بزرگ از بانوی ایرانی نقاشی شده که در دو سوی سالن آشوکا است.

## نظامی گنجوی در ژاپن
نظامی در ژاپن به‌خوبی به عنوان شاعری پارسی گوی و تأثیر گذار در جغرافیای فارسی زبانان شناخته شده است. سال گذشته قرار بودهیتی از ان اچ کی برای تهیه مسندی بنام لیلی و مجنون به ایران سفر کنندکه به دلیل کرونا سفر به تعویق افتاده است و چند اثر نظامی تا کنون به ژاپنی ترجمه شده است از جمله:
1. داستان (هفت پیکر)» با نام هفت ملکه، ترجمه تسونئو کورویاناگی، ژوئیه ۱۹۷۱. (تویو بونکو ۱۹۱)
2. خسرو و شرین»، ترجمه امیکو اوکادا، هیبونشا، ژوئن ۱۹۷۷. (تویو بونکو ۳۱۰)
3. لیلی و مجنون»، ترجمه ایمیکو اوکادا، هیبونشا، فوریه ۱۹۸۱. (تویو بونکو ۳۹۴)

."

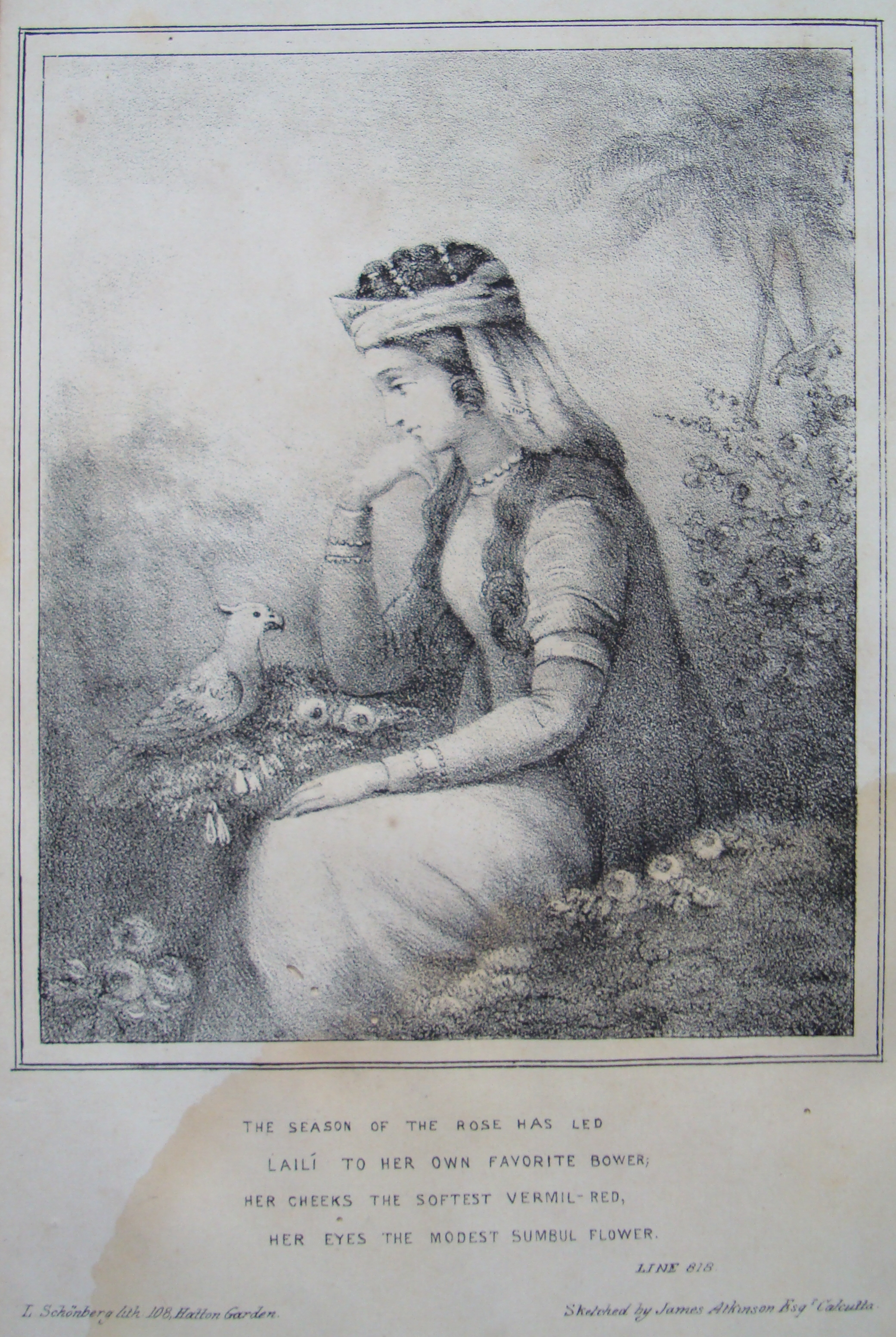
تصویر دیباچهٔ کتاب ترجمهٔ انگلیسی لیلی و مجنون نظامی، توسط جیمز آتکینسون در ۱۸۳۶م

منظومه لیلی و مجنون نظامی به زبان‌های گوناگونی مانند آلمانی، فرانسوی، انگلیسی، روسی و ارمنی ترجمه شده است. در ادبیات ارمنی از دیدگاه مشابهت در جدال میان عشق و آداب و رسوم جامعه، منظومه «آنوش» (۱۸۹۲ میلادی) اثر هوهانس تومانیان با لیلی و مجنون مقایسه می‌شود. در ادبیات کردی منظومه مثنوی «مه‌م و زین» (قرن ۱۷ میلادی) اثر احمد خانی از نظر فضای ایرانی داستان، با آن قابل مقایسه است.
اشعار نظامی به زبان‌های گوناگون برگردانده شده است. برای نمونه خمسه به همت رستم علی‌اف به زبان روسی برگردان و منتشر شده است.
در زبان اردو نیز، آنچه به تقلید از لیلی و مجنون سروده شده، همگی تأثیر گرفته از زبان فارسی و روایت‌های فارسی لیلی و مجنون بوده است.

### تأثیر هنر نظامی بر ادبیات ترکی
شاعران ترک، چنان علاقه‌ای به نظامی و آثار او، به ویژه مثنوی‌های خمسه دارند، که تاریخ مثنوی‌سرایی در ادبیات ترکی را با نام نظامی پیوند زده‌اند. بیشتر مثنوی‌های صد سال اخیر ترکی، به پیروی یا در استقبال و ترجمه و تفسیر خمسهٔ نظامی سروده شده‌اند.
علاوه بر ترجمه لیلی و مجنون نظامی به زبان ترکی، در ادبیات ترکی منظومه‌های تقلیدی‌ای از لیلی و مجنون سروده شدند که اغلب تحت تأثیر لیلی و مجنون نظامی بوده و به داستان اصلی وفاداری نشان داده‌اند. ازجمله شاعران ترک که مثنوی لیلی و مجنون سروده‌اند، محمد فضولی است. این مثنوی در سال ۹۴۲ قمری سروده شده است. اعتقاد بر این است که این مثنوی تحت نفوذ نظامی سروده شده است؛ ولی یک محقق ترک به نام نهاد تارلان مدعی است که فضولی در سرودن این منظومه تحت تأثیر هیچ‌کس نبوده و این منظومه را زاده قریحه و شخصیت فضولی دانسته است.

## جعل هویت نظامی

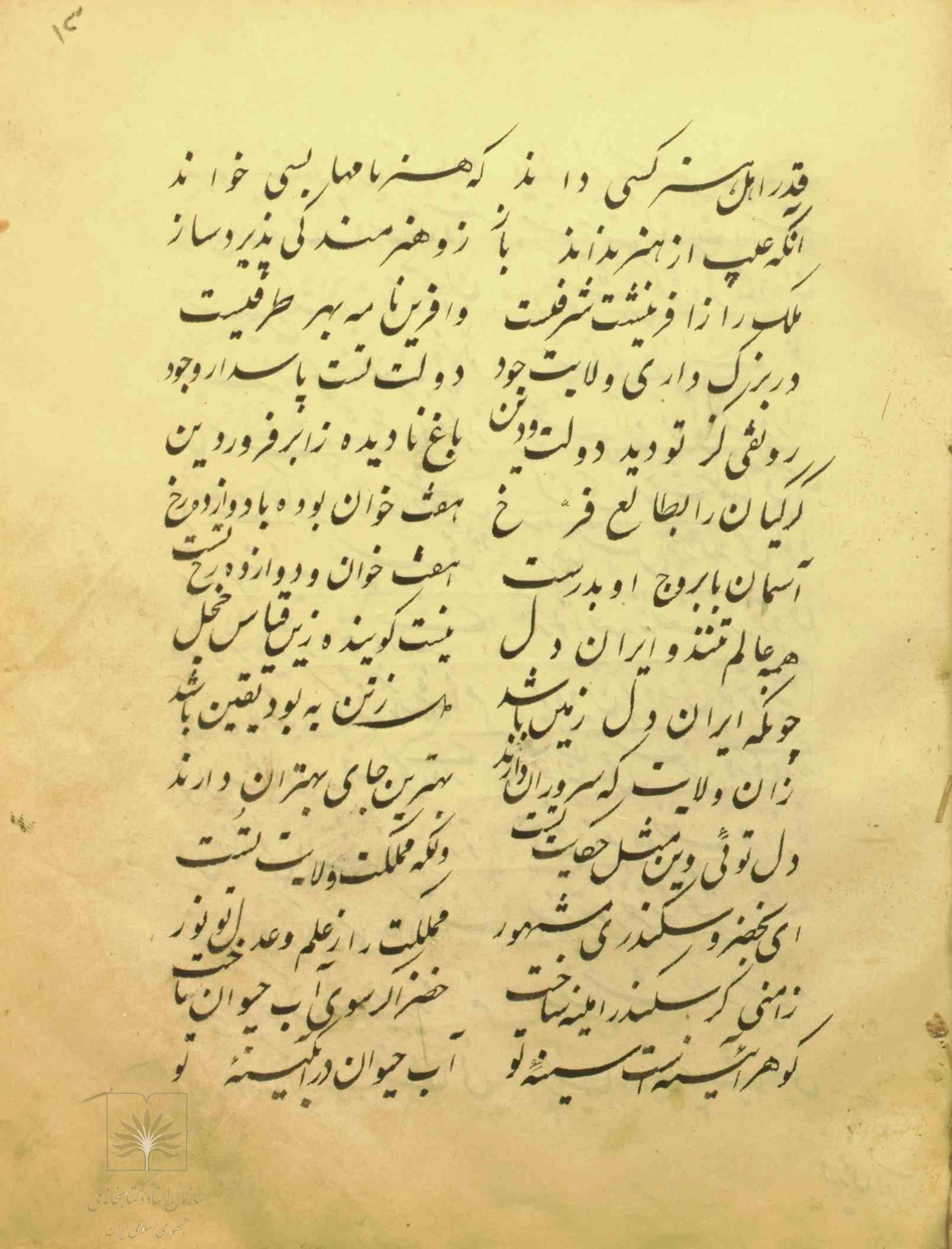
برگی از هفت‌پیکرِ نظامی که دارای بیتِ معروفِ «همه عالم تن است و ایران دل» است.

یکی از پژوهشگران جمهوری آذربایجان بیتی را به نظامی منسوب کرد که از دید فنی (قافیه) نادرست است (گرگ با ترک قافیه نمی‌شود و ایراد ادبی دارد) و در هیچ نسخهٔ خطی وجود ندارد. همچنین در ادبیات پارسی و فرهنگ ایرانی همواره گرگ جانوری خونخوار و دَدمنش به‌شمار آمده است. بیت جعلی مورد نظر (که بدون هیچ بیت پیشین و پسین جعل شده است) چنین است.
| پدر بر پدر، مر مرا ترک بود |  | به فرزانگی هر یکی گرگ بود |

نظامی در ابیات راستینش نیز گرگ را حیوانی نادان و وحشی معرفی می‌کند و آن را کمتر از شیر و روبه می‌داند:
| ز آن بر گرگ روبه راست شاهی |  | که روبه دام بیند گرگ ماهی |

با وجود اینکه تمامی آثار نظامی گنجوی فارسی است، قوم گرایان پان‌ترکیست دیوان یک شاعر دیگر به نام نظامی قونوی (از دوران حکومت عثمانی) را به نظامی گنجوی منسوب می‌کنند

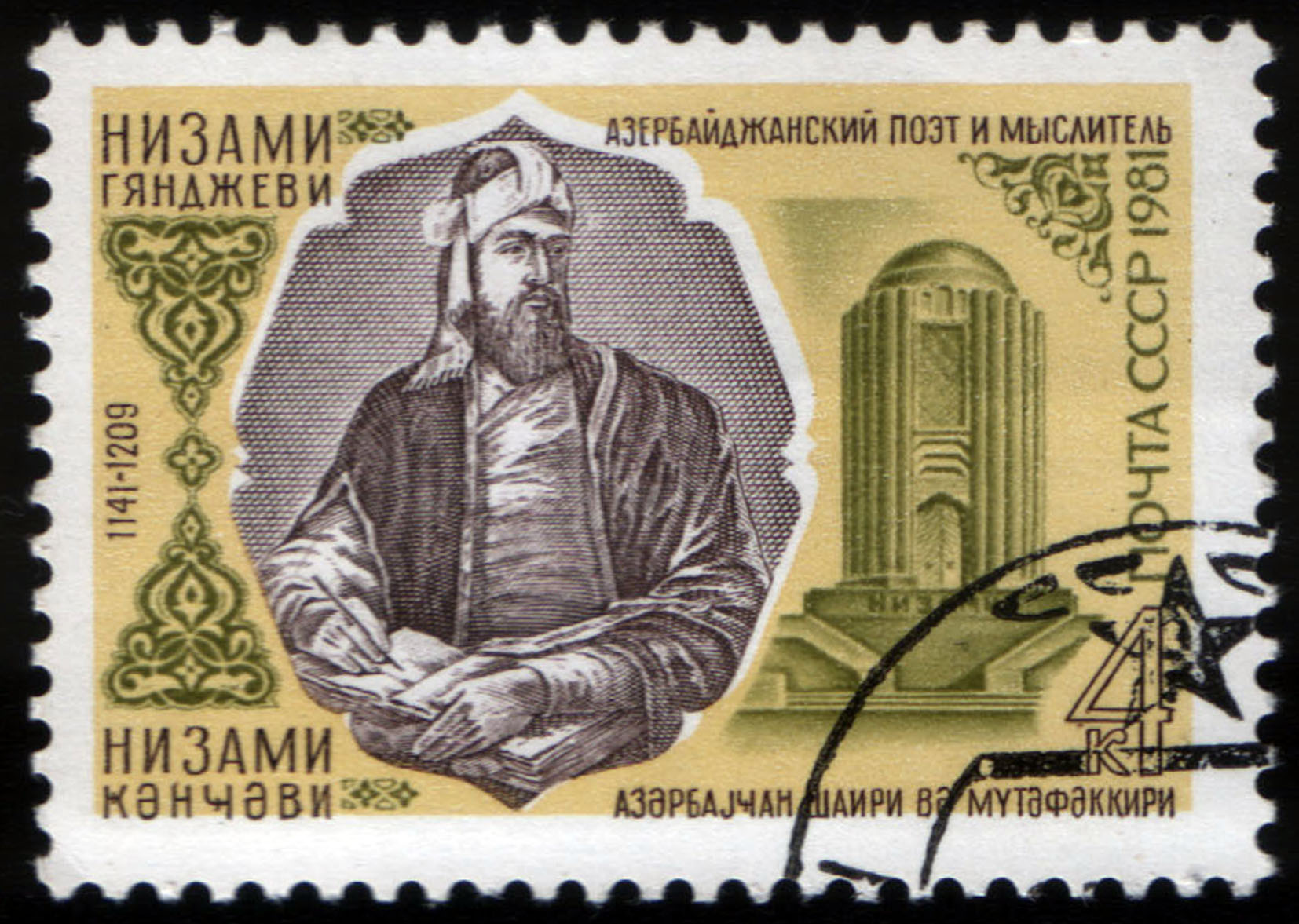
تمبر بزرگداشت نظامی، چاپ شوروی، ۱۹۸۱

جمهوری آذربایجان سالیانی هست که در رابطه با تحریف نظامی گنجوی ادعاهای غیرعلمی مطرح می‌کند. جمهوری آذربایجان با نصب مجسمه او در میدان‌های مختلف جهان، آن را شاعر آذربایجانی و غیرایرانی معرفی کند. پائولا اورساتی (Paola Orsatti)، استاد زبان و ادبیات فارسی در دانشگاه ساپینتزای شهر رُم، نصب مجسمه نظامی در رم را یک تحریف تاریخی می‌داند: «اما پرده‌برداری از مجسمه‌ای از نظامی گنجوی در شهر رُم با عنوان «شاعر آذربایجانی» باید ما را به خود بیاورد تا در برابر چنین تحریف‌هایی واکنش نشان دهیم». و همچنین استاد ایوان میخالویچ استبلین-کامنسکی، و رئیس بخش شرق‌شناسی دانشگاه سینت پترزبورگ در رابطه با مجسمه نظامی در یکی از میدان‌های آن شهر و تحریف تاریخ می‌گوید:"برای نمونه ادعا آن‌ها یک مجسمه در میدان کمنوستورسک نصب کردند و او را "شاعر بزرگ آذربایجانی" نامیدند. درحالی‌که نظامی گنجوی حتی ترکی صحبت نمی‌کرد. آن‌ها می‌گویند چون در سرزمین امروزی به نام جمهوری آذربایجان زندگی می‌کرد. اما نظامی تمامی آثارش به فارسی است". همچنین در سال ۲۰۱۲ کتابی به نام «دربارهٔ سیاسی‌سازی شاعر ایرانی نظامی گنجوی در دوران نوین»، نوشته سیاوش لرنژاد و علی دوست‌زاده که اکتبر ۲۰۱۲ (مهرماه ۱۳۹۱)به زبان انگلیسی منتشر شده است به بررسی این اقدام‌ها و تحریف‌ها و بدخوانی‌ها و برداشت‌های اشتباه و غرض‌آلوده از سروده‌های نظامی به دست دانشمندان شوروی و «ناسیونالیست» ‌های جمهوری آذربایجان و پان‌ترکان می‌پردازد. این کتاب به‌طور رایگان در روی اینترنت قرار گرفت. خانم پائولا اورساتی (Paola Orsatti)، استاد زبان و ادبیات فارسی در دانشگاه ساپینتزای (Sapienza) شهر رُم، دربارهٔ این کتاب چنین می‌نویسد: «این کتاب فهرست کاملی از تحریف‌هایی را بررسی می‌کند که به منظورهای ناسیونالیستی به وجود آورده شدند و امروزه در زمینه پژوهش‌های مربوط به شاعر بزرگ ایرانی، نظامی گنجوی، رایج شده‌اند. این تحریف‌ها از زمانی آغاز شدند که دولت شوروی تصمیم گرفت هشتصدمین سالگرد نظامی را جشن بگیرد. نویسندگان این کتاب با نگاهی دقیق و انتقادی استدلال‌هایی را بررسی می‌کنند که دانشمندان شوروی و نیز به تازگی نویسندگان جمهوری آذربایجان دربارهٔ نظامی مطرح کرده‌اند تا او را به اصطلاح «شاعر آذربایجانی» بخوانند و آثار او را جزو به اصطلاح «ادبیات آذربایجانی» بدانند. نویسندگان این کتاب نادرست‌بودن این ادعاها را نشان می‌دهند. گذشته از این بخش‌های انتقادی، کتاب حاضر بخش‌های سازنده‌ای هم دارد و آن هم اطلاعات و آگاهی‌هایی است که نویسندگان از منبع‌های دست اول از جمله از راه بازخوانی دقیق آثار نظامی و دیگر شاعران هم‌روزگار او و نیز منبع‌های تاریخی هم‌روزگار او در پیش چشم ما گذاشته‌اند. این کتاب پژوهشی جالب و با دقت مستندشده در زمینه ادبیات کلاسیک فارسی است و نیز به پرسش‌هایی دربارهٔ وضعیت تاریخی و قوم‌نگاری و زبانی منطقه ارّان و تراقفقاز پاسخ می‌دهد.»
در سال ۲۰۰۷ نوروز علی محمداف، دانشمند فرهنگی تالش بخاطر پشتیبانی از فرهنگ تالشی به زندان روانه شد (بنگرید به [Novruzali Mammadov] در ویکی‌پدیای انگلیسی). یکی از اتهامات دولت جمهوری آذربایجان علیه وی این بود که نظامی گنجوی را در یک نشریهٔ غیرترک و تالش خوانده بود. در سال ۲۰۰۹ نوروز علی محمداف در زندان جان سپرد.

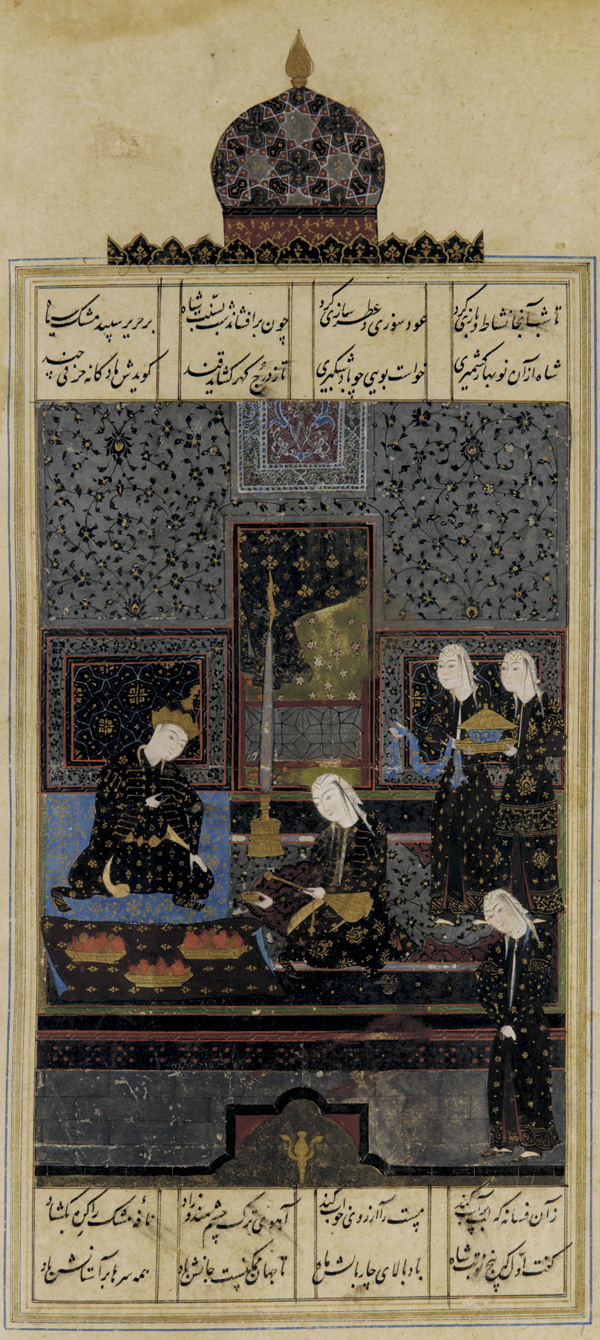
برگی از خمسهٔ نظامی، مربوط به ۱۵۴۸ میلادی که در شیراز نگهداری می‌شود.

گنجه از قرن چهارم هجری مرکز ولایت ارّان بود، و تا پیش از یورش مغولان از زیباترین شهرهای آسیای غربی به‌شمار می‌رفت.
نام گنجه، از لغت «گنج» فارسی برگرفته شده است. زبان محاورهٔ مردم ارّان مثل ساکنان سایر نواحی شمال غرب ایران، گونه‌ای از زبان پهلوی (یا فهلوی) بوده است.
جغرافی‌نویسان قدیم آن زبان را ارّانی نامیده‌اند. ابن حوقل می‌گوید: «مردم بردعه (مرکز قدیم ارّان) به ارّانی سخن می‌گویند». شمس‌الدین مقدسی در احسن‌التقاسیم توضیح بیشتر دربارهٔ آن زبان دارد و می‌گوید: «در ارّان به ارّانی سخن می‌گویند و فارسی ایشان قابل فهم است، و در پاره‌ای حرف‌ها به زبان خراسانی نزدیک است.» اما زبان نوشتاری شاعران و نویسندگان آن دیار را «فارسی ارانی» نامیده‌اند (در برابر فارسی دری). آمیزش لهجه‌ها و زبان‌های نواحی مختلف ایران، و رواج سخن خاقانی و نظامی به مدت هشتصد سال در سراسر ایران، موجب شد که بسیاری از تعبیرهای خاص آنان وارد فرهنگ‌ها یا زبان شاعران و نویسندگان دیگر شده و جزو فارسی دری درآید.
بنابر قول گیراگوس گاندزاکـِتسی (تاریخ‌نگار و کشیش ارمنی در دوران نظامی گنجوی و خود نیز از اهالی شهر گنجه)، پیش از حمله مغولان به شهر گنجه، شهر گنجه دارای انبوه جمعیت پارسیان و اقلیتی از مسیحیان بود. باید توجه داشت که گیراگوس بین پارسی و عربی و ترک تفاوت می‌گذاشته است و وقتی در متن خود ساکنان شهر گنجه را پارسی می‌خواند منظورش پارسی است نه نام عمومی برای تمام مسلمانان. او برای اعراب از واژهٔ «تاچیک» (Tachik همان تاجیک یا تازیک = تازی = عرب = مسلمان - نیز بنگرید به نوشتارهای پارسی میانه همچون جاماسپ‌نامه) استفاده می‌کند و عربان را تاچیک می‌خواند. او ترکان را تئورک (T'urk) می‌نویسد. برای نمونه در فصل ۱۸ می‌نویسد که «جلال‌الدین محمد خوارزمشاه سپاهیان خود را از میان ایرانیان (پارسیان) و تاچیکان و تئورکان گرد آورد.».
در کتاب نزهت المجالس نیز شعرهایی از بیست و چهار شاعر پارسی‌گوی اهل گنجه از پیش از یورش مغولان ذکر شده است و وجود این تعداد شاعر پارسی‌گوی تنها از شهر گنجه، که در قرن ششم و هفتم در شمال‌غرب ایران قدم به عرصه گذاشته‌اند و در زبان همگانی ایرانیان ـ فارسی ـ شعر سروده‌اند، نشان‌دهندهٔ رواج بازار شعر و ادب پارسی در عصر نظامی و همچنین مؤید آن است که در ارّان، زبان و ادب فارسی، زبان مردم کوچه و بازار و دربار بوده است.

## جعل دیوان تُرکی منسوب به نظامی گنجوی
در سال ۱۳۸۱ انتشارات «اندیشه نو» کتابی با عنوان «دیوان نظامی گنجوی؛ تورکجه یئنی تاپیلان» (دیوان نویافته ترکی نظامی گنجوی) را منتشر کرد. بر روی این کتاب عنوان غیرعلمی و ناشیانه «برای اولین بار در دنیا» درج شده بود و مصحح کتاب مدعی بود که نسخه خطی کتاب توسط فردی به نام «صدیار وظیفه، ائل اوغلی» اهل جمهوری آذربایجان کشف شده است. به باور پژوهشگران، مصحح کتاب محمدزاده صدیق هیچ دلیل قاطعی بر اصالت کتاب نداشته است، بلکه مصحح کتاب به ابیاتی از اشعار فارسی نظامی گنجوی اشاره کرده و آن را دال بر وجود دیوان اشعار ترکی نظامی گنجوی قلمداد نموده ولی به باور پژوهشگران این ابیات هیچ اشاره ای به وجود دیوان اشعار ترکی برای نظامی گنجوی ندارند:
| غزل‌های نظامی را غزالان |  | زده بر زخم‌های چنگ نالان |

یا:
| روزی به مبارکی و شادی |  | ابروی هلالی ام گشاده |

| بودم به نشاط کیقبادی |  | دیوان نظامی‌ام نهاده |

پس از انتشار این دیوان که موجب حیرت جامعه ادبی ایران و انتقاد از اقدام سؤال برانگیز وزارت ارشاد، در اعطای مجوز نشر به این قبیل آثار، پیش از اثبات درستی یا نادرستی موازین علمی آنها گردید، موج اعتراض‌ها در داخل ایران و حتی انتقاد برخی از پژوهشگران بی‌طرف در جمهوری آذربایجان به راه افتاد. در این ارتباط یحیی شیدا که در احیای آثار زبان ترکی آذربایجانی مسبوق به سابقه فراوانی است، چاپ و انتشار این کتاب را دستاورد جعل «ائل اوغلو» و «محمدزاده صدیق» دانسته و اصل این دیوان را متعلق به یک شاعر تُرک زبان موسوم به نظامی قارامانلی از سخن سرایان سده هشتم و اوایل سده نهم هجری در آسیای صغیر دانسته است. جالب آنکه ویراستار اثر یعنی «محمدزاده صدیق» در مقدمه همین کتاب چاپ شده در ایران، نام نظامی قارامانلی را نیز قید کرده و اظهار داشته که بخشی از دیوان سروده‌های نظامی قارامانلی بوده، در حالی که بر روی جلد اثر و پیشگفتارِ محمدزاده صدیق، سخن از «دیوان ترکی نظامی گنجه‌ای» رفته است. پژوهشگران تصدیق نموده‌اند که این دیوان متعلق به شاعری از قونیه ترکیه امروزی به نام نظامی قارامانلی ملقب به قونوی است که در حدود ۱۴۳۵ تا ۱۴۴۰ میلادی در قونیه به دنیا آمده است. وی فرزند واعظی شهیر به نام «ملا ولی‌الدین» می‌باشد. نظامی قونیوی در حدود سال ۱۴۶۹ تا ۱۴۷۳ بدرود زندگی گفته و به سه زبان فارسی، عربی و ترکی شعر سروده است. ذکر این نکته جالب است که بدانیم دیوان ترکی نظامی قونوی در سال ۱۹۵۸ میلادی (۱۳۳۷ خورشیدی) یعنی حدود چهل سال پیش از «دیوان سازی» عناصر پانترکیسم، توسط «هانوک ایپکتن» در ترکیه و از سوی انتشارات دانشگاه استانبول منتشر شده و معرفی جامعی در خصوص این دیوان ترکی در شماره سیزدهم نشریه «تورکیه» این دانشگاه صورت گرفته است. همین استاد دانشگاه استانبول، در سال ۱۹۷۴ (۱۳۵۳ خورشیدی) کتاب دیگری در شرح احوال و آثار نظامی قونیوی نوشته و در آنکارا منتشر کرده است. وی در این کتاب از وجود شش نسخه خطی برای دیوان ترکی نظامی قونیوی خبر داده که ششمین نسخه در «دارالکتاب قاهره» مصر نگه‌داری می‌شود. این نسخه که ظاهراً همان دیوان جعلی نظامی گنجه‌ای است، در کتاب ساختگی «ائل اوغلو»، تحت عنوان «نسخه خدیویه مصر» معرفی شده است.

## نظامی در هنر معاصر
- توران‌دخت جاکومو پوچینی (محسن معینی در سال ۱۳۹۲ نمایشی بر اساس این اپرا در فرهنگسرای نیاوران تهران بر صحنه برده است)[۹۶][۹۷]
- مجلس قربانی سنمّار بهرام بیضایی
- شیرین عباس کیارستمی
- رمان دیوباد - ساناز حائری (اسفند ۱۳۹۷)

## نمونه اشعار
نظامی گنجوی، اشعاری دربارهٔ تهاجم روس‌ها به آران سروده است.
| که فریاد شاها ز بیداد روس     |  | که از مهد ابخاز بستد عروس   |
| ستیزنده روسی ز آلان و ارگ     |  | شبیخون درآورد همچون تگرگ    |
| به تاراج بُرد آن بر و بوم را   |  | که ره بسته باد آن پی شوم را |
| جز از کشتگانی که نتوان شمرد   |  | خرابی بسی کرد وبسیار بُرد    |
| همان ملک بردع برانداختند      |  | یکی شهر پرگنج پرداختند      |
| ز چندان عروسان که دیدی بپای   |  | نماند یکی نازنین را به‌جای   |
| همه شهر و کشور را به‌هم برزدند |  | ده و دوده را آتش اندر زدند  |

## نگارخانه

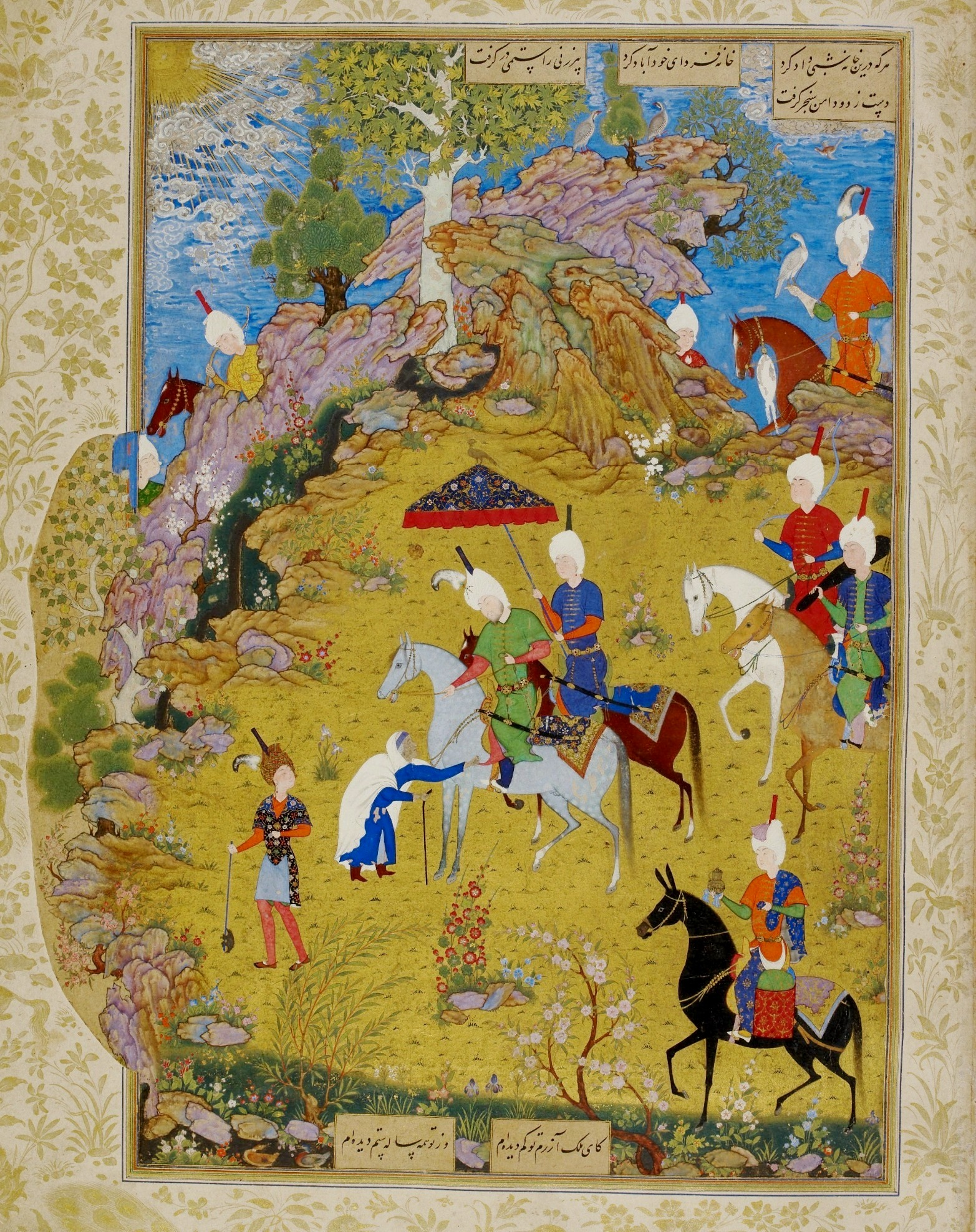
پیرزن و سلطان سنجر، خمسهٔ تهماسبی (۱۵۳۹ تا ۱۵۴۳م)، هم‌اینک در کتابخانهٔ بریتانیا
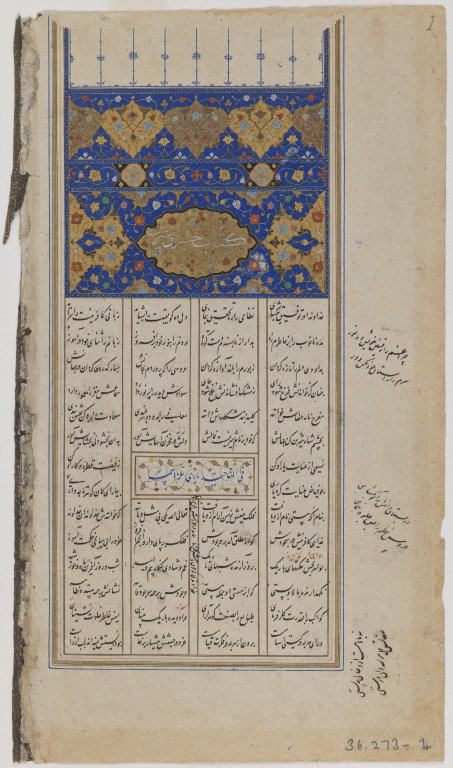
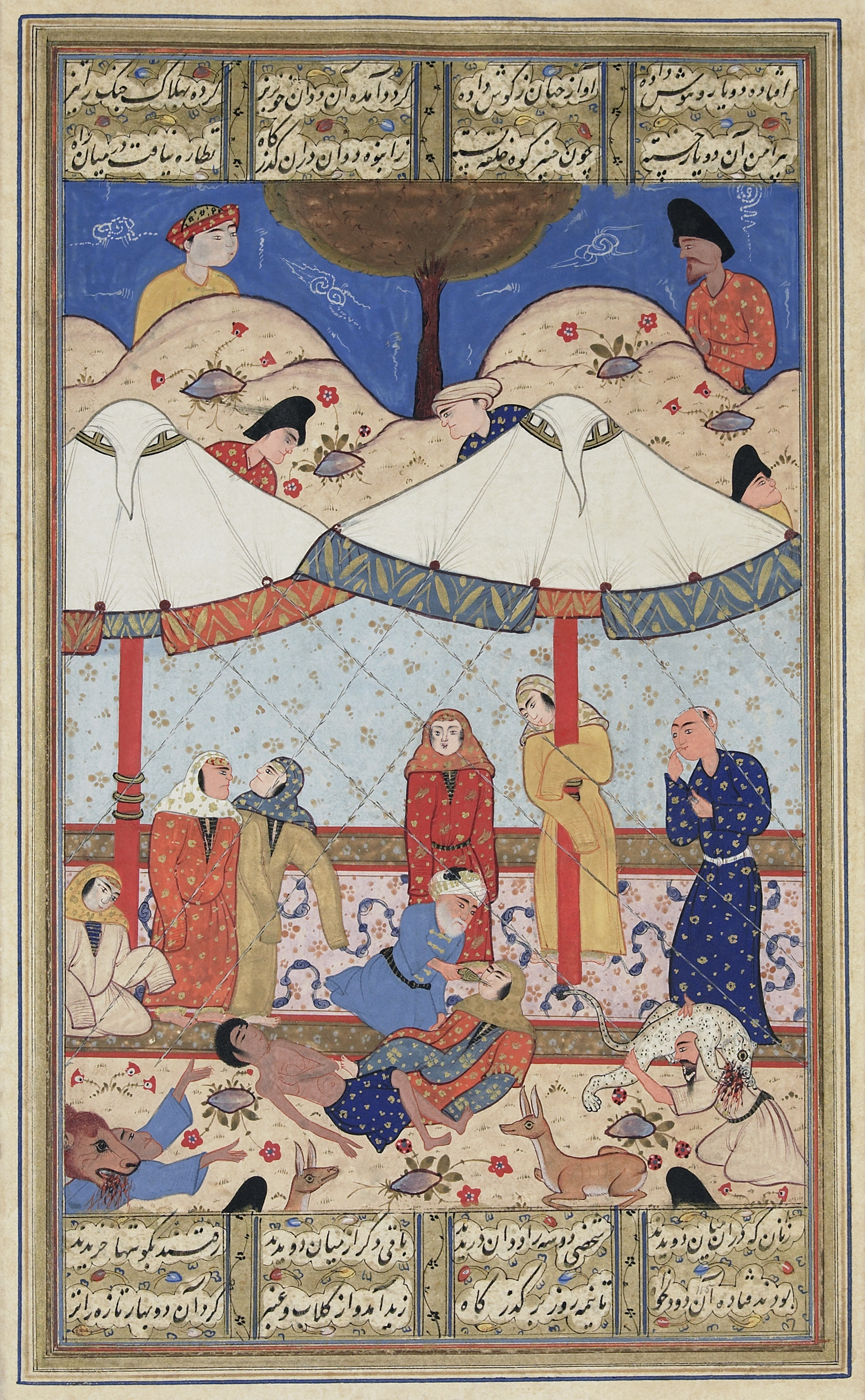
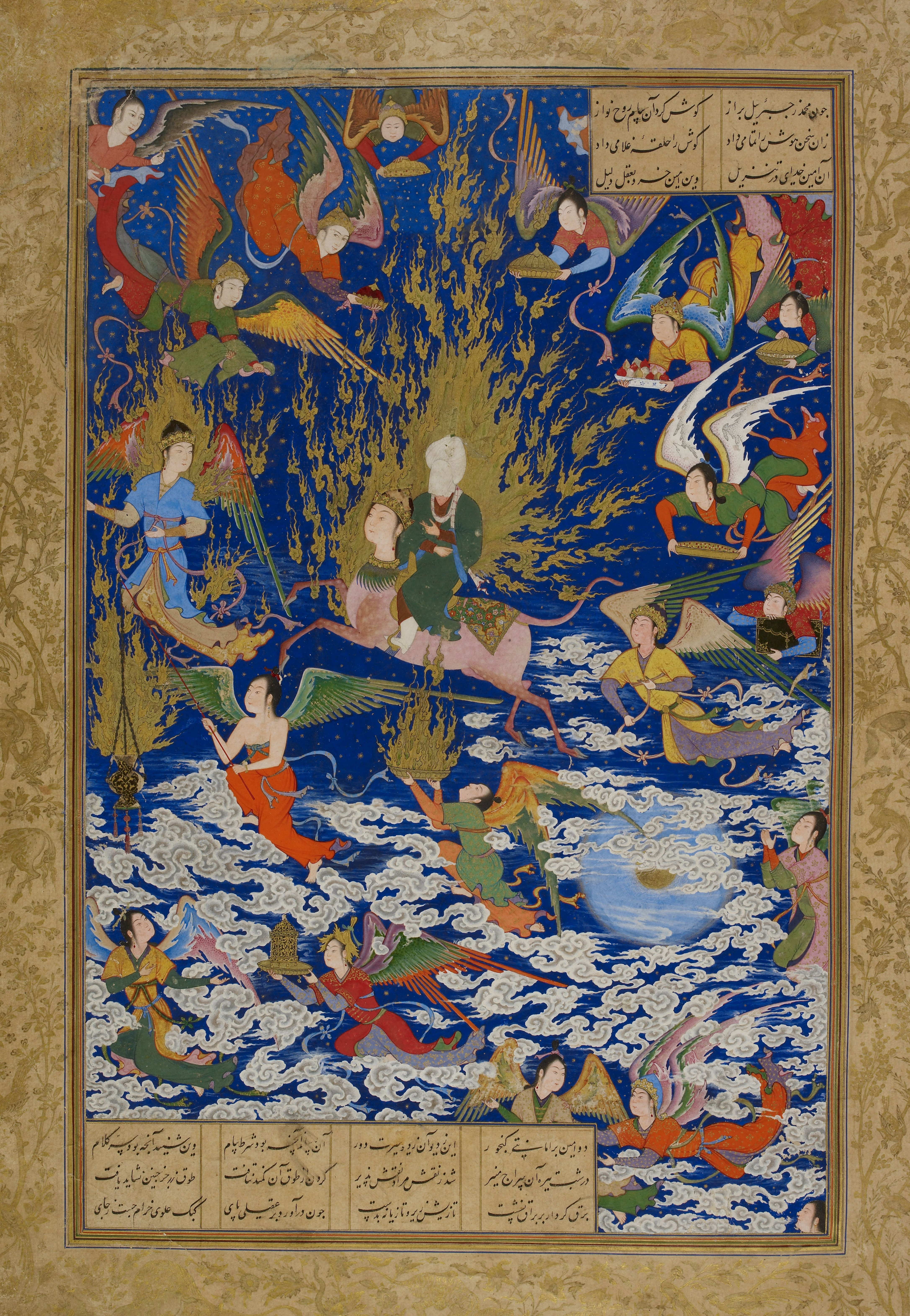